# Karl Schmidt (Elektroingenieur)
Karl Schmidt (* 1. März 1875 in Stuttgart; † 8. Mai 1941 in Konstanz) war ein Elektroingenieur und gilt als ein Wegbereiter der Elektrotechnik im deutschen Schiffbau.

## Leben
Schmidt absolvierte bei Gottlieb Daimler und Maybach in der Motorenwerkstatt in Cannstatt ein Praktikum. Danach studierte er Elektrotechnik an der Technischen Hochschule Darmstadt und wurde 1896 Mitglied der Darmstädter Burschenschaft Frisia und 1904 Mitglied der Danziger Burschenschaft Germania.
Durch Michail von Dolivo-Dobrowolsky kam Schmidt nach seinem Studium am 1. Oktober 1898 zur Firma AEG.
Ab September 1901 war Schmidt auf Veranlassung von AEG in der Kaiserlichen Werft Danzig tätig. Dort war er als Betriebsdirigent verantwortlich für den Entwurf und Einbau der gesamten elektrischen Stark- und Schwachstromanlagen an Bord der Kriegsschiffe. Anfang 1905 folgte seine Versetzung zum Reichsmarineamt nach Berlin, wo er maßgeblich die Grundzüge der elektrischen Anlagen für die deutsche Marine mitbestimmte. Am 1. Januar 1907 übernahm unter gleichzeitiger Ernennung zum Prokuristen die Leitung der Abteilung Schiffbau bei AEG. Seit 1908 war er Mitglied der Schiffbautechnischen Gesellschaft. Vor seinem Tod 1941 war er in der Stellung eines
Generalbevollmächtigten, Leiter der Abteilung Schiffbau, Flug- und Heerwesen der AEG sowie Wehrwirtschaftsführer. Er war ein Wegbereiter der Elektrotechnik im Schiffbau.

## Auszeichnungen
- Kriegsverdienstkreuz[4]
- Eisernes Kreuz